# Jean-Louis Bauer
Pour les articles homonymes, voir Bauer.
Jean-Louis Bauer est un acteur de cinéma et de télévision et auteur français de théâtre né le 1er mai 1952 à Paris et mort le 30 septembre 2022 dans la même ville.

## Biographie
Jean-Louis Bauer fait ses études à l'École nationale de la rue Blanche, joue quelques rôles au théâtre, à la télévision, et écrit une vingtaine de pièces de théâtre, ainsi que des fictions pour France Inter et France Culture.
Il a écrit en particulier les pièces L'Affaire avec Philippe Adrien sur la descente aux enfers de Dominique Strauss-Kahn, et Le Roman d'un trader inspirée de la vie de Jérôme Kerviel, créée au Théâtre national de Nice.
Aidé du metteur en scène Daniel Benoin, il a présenté sa pièce avec Lorànt Deutsch dans le rôle principal. La pièce est par la suite adaptée au cinéma par Christophe Barratier avec Arthur Dupont dans le rôle de Jérôme Kerviel.
Il a reçu en 1997 le prix SACD du Nouveau Talent Théâtre.

## Théâtre
- L'Affaire[4] (avec Michel Couvelard, mise en scène Philippe Adrien)
- Embouteillage[8]
- 2009 : Le Roman d'un trader[5]
- 2014 : La Grande nouvelle[9]
- 2017 : Le paradoxe des jumeaux, co-écrit avec Élisabeth Bouchaud[10].

## Filmographie

### Cinéma
- 1983 : Stella de Laurent Heynemann
- 1985 : Contes clandestins : Éric
- 2009 : Le Contretemps (court métrage) : le père d'Aurélien

### Télévision
- 1974 : Le Pain noir (minisérie)
- 1978 : L'Équipage d'André Michel (téléfilm) : Berthier
- 1978 : Médecins de nuit de Philippe Lefebvre épisode : Christophe (série) : Robert
- 1981 : Messieurs les jurés d'André Michel : Jacques Enriquez
- 1984 : La Vie telle qu'elle change de Nicole M. André : Pippo